# Dicranomyia (Dicranomyia) sparsa
Dicranomyia (Dicranomyia) sparsa is een tweevleugelige uit de familie steltmuggen (Limoniidae). De soort komt voor in het Palearctisch gebied.